# Afryka. Biuletyn Polskiego Towarzystwa Afrykanistycznego
Afryka. Biuletyn Polskiego Towarzystwa Afrykanistycznego – półrocznik wydawany od 1994 roku przez Polskie Towarzystwo Afrykanistyczne i Zakład Języków Kultur Afryki UW. Publikowane w nim prace dotyczą: kultury, historii, gospodarki i polityki krajów afrykańskich. 
Na liście czasopism, którym Ministerstwo Nauki i Szkolnictwa Wyższego przyznało punkty znalazło się w kategorii B. Pozostałe czasopisma zagraniczne i czasopisma polskie, mając 6 punktów. 